# Brojevi (vrsta riječi)
Brojevi su promjenjiva vrsta riječi. Njima se izriče količina onoga što je imenovano imenicama (glavni (kardinalni) brojevi) ili koje je po redu ono što je imenovano imenicama (redni brojevi).
Glavni brojevi mogu biti jednočlani i višečlani (dvije stotine pedeset osam), a jednočlani se dijele na osnovne (pet) i izvedene (petsto).
Osim glavnih i rednih brojeva, brojevne su riječi i: broj(ev)ne imenice (dvojica, obojica, polovina, desetina, stotinka, dvoje, oboje...), broj(ev)ni prilozi (desetak, dvadesetak, stotinjak), broj(ev)ni pridjevi (dvoji, troji, četveri/četvori).
Za izricanje brojevnih vrijednosti koriste se i tzv. umnožni brojevi, zapravo pridjevi, koji kazuju kolikostruko je što (jednostruk, dvostruk, trostruk); priložni brojevi, zapravo prilozi, koji kazuju koliko puta ili po koji put (jedanput, dvaput, stoput) te dijelni brojevi, zapravo sintaktička veza prijedloga i glavnog broja, koji kazuju 'po koliko' (po jedan, po dva, po tri...).

## Sklonidba
Od glavnih brojeva mijenjaju se brojevi jedan, dva, tri, četiri i složeni brojevi kojima su ovi posljednji član. Ostali se ne mijenjaju. Redni brojevi mijenjaju se kao određeni pridjevi.
Broj jedan mijenja se kao određeni pridjev s nepostojanim a te ima sva tri roda i broja. Prvi oblik broja dva vrijedi za muški i srednji rod, a drugi za ženski. Sklonidba brojeva tri i četiri vrijedi za sva tri roda.
| N | dva   | dvije  | tri   | četiri   |
| G | dvaju | dviju  | triju | četiriju |
| D | dvama | dvjema | trima | četirima |
| A | dva   | dvije  | tri   | četiri   |
| V | dva   | dvije  | tri   | četiri   |
| L | dvama | dvjema | trima | četirima |
| I | dvama | dvjema | trima | četirima |

Kod sklonidbe brojeva česte su pogreške tipa: "sastali se predstavnici dvije zemlje" ili "sastali se predstavnici dvaju zemalja".
Vidi članak dvojina.

## Oblici
U složenim rednim brojevima samo je posljednji član redni broj, a ostali članovi imaju oblik glavnog broja:
- sto pedeset drugi, petsto sedamdeset sedmi

Složeni brojevi pišu se odvojeno, a posljednja se dva člana mogu povezati veznikom i:
- četiristo sedamdeset i dva, sedamsto dvadeset i treći

Stotice:
- 100 – sto – stotina
- 200 – dvjesto – dvjesta – dvije stotine
- 300 – tristo – trista – tri stotine
- 400 – četiristo – četiri stotine
- 500 – petsto – pet stotina
- 600 – šeststo – šest stotina
- 700 – sedamsto – sedam stotina
- 800 – osamsto – osam stotina
- 900 – devetsto – devet stotina

Za oblik šeststo postojao je i oblik šesto, no zamijenjen je novim oblikom da se ne bi miješali pojmovi u situaciji poput:
- On je šestogodišnjak. (6 ili 600 godina?)

To, međutim, ne znači da se ne smije i dalje upotrebljavati oblik šesto u značenju šest stotina.
Za broj 1000 postoji riječ tisuća, ali i istoznačnica hiljada koja je grčkoga podrijetla. Također postoji i kajkavski dijalektizam jezero koji je hungarizam, odnosno i čakavski dijalektizam mijor, posredno izvedeno od latinskog mille (tisuća). Od istog korijena imamo u slengu milja.

## Brojevne imenice
To su riječi koje su samo po značenju brojevi, a oblikom su imenice:
- stotina, tisuća, milijun, milijarda, bilijun...
- dvojica, trojica, četvorica, petorica... (samo za muški rod)
- dvoje, troje, četvero, petero... (za srednji rod i različite rodove)

Primjeri uporabe brojevnih imenica u društvu:
- dva muškarca – Idemo nas dvojica.
- dvije žene – Idemo nas dvije.
- muškarac i žena – Idemo nas dvoje.